# マーク・フィリップス
マーク・アンソニー・ピーター・フィリップス大尉（Mark Anthony Peter Phillips、1948年9月22日 - ）(CVO ADC OLY)は、イングランドの馬術選手でイギリスのオリンピック金メダリスト。イギリス王女アンの最初の夫（子女2人あり）。イギリスの馬術界の第一人者であり、著名な総合馬術コース設計者であり、「Horse & Hound」誌のコラムニストでもある。

## 生い立ち
マーク・アンソニー・ピーター・フィリップス（Mark Anthony Peter Phillips）は、1948年9月22日に誕生した。父はピーター・ウィリアム・ガーサイド・フィリップス少佐（Major Peter William Garside Phillips、MC、1920–1998)、母はアン・パトリシア・フィリップス（Anne Patricia Phillips、nee Tiarks; 1926–1988)。マークの両親は1946年に結婚した。母のアンはダウンハウスで教育を受け、第二次世界大戦中に王立婦人海軍で奉公した。 第一次・第二次世界大戦に従軍した彼女の父（マークの母方の祖父）のジョン・ゲルハルト・エドワード・ティアークス（John Gerhard Edward Tiarks、1896–1962）は、准将の地位を獲得した。 ジョン・ティアークスは1947年から1950年までジョージ6世の副官であった。マークには妹のサラ・アン・ステープルズ(Sarah Anne Staples)がいた（旧姓：フィリップス、1951–2014）。
フィリップスはグロスターシャー州ウリー近くのスタウツヒルプレパラトリースクールで教育を受け、マールバラカレッジ卒業後、サンドハースト王立陸軍士官学校で教育を受けた。

## 軍務歴
サンドハースト大学卒業後、1969年7月に少尉として第一クィーンズドラグーンガー ドに入隊し、1971年1月に中尉に昇格した。1973年11月のアン王女との結婚式の頃には、フィリップスは臨時大尉になっていた。1974年1月には、en:Queen Elizabeth IIの個人補佐官に任命された。1975年7月に大尉に実質的に昇格し、1978年3月30日に陸軍を退役した。
引退した騎兵隊の大尉は、民間で競馬や馬術などの馬に関わる仕事をしている場合、その階級を使い続けるのが普通であるため、フィリップスはマーク・フィリップス大尉と名乗り続けている

## 馬術選手として

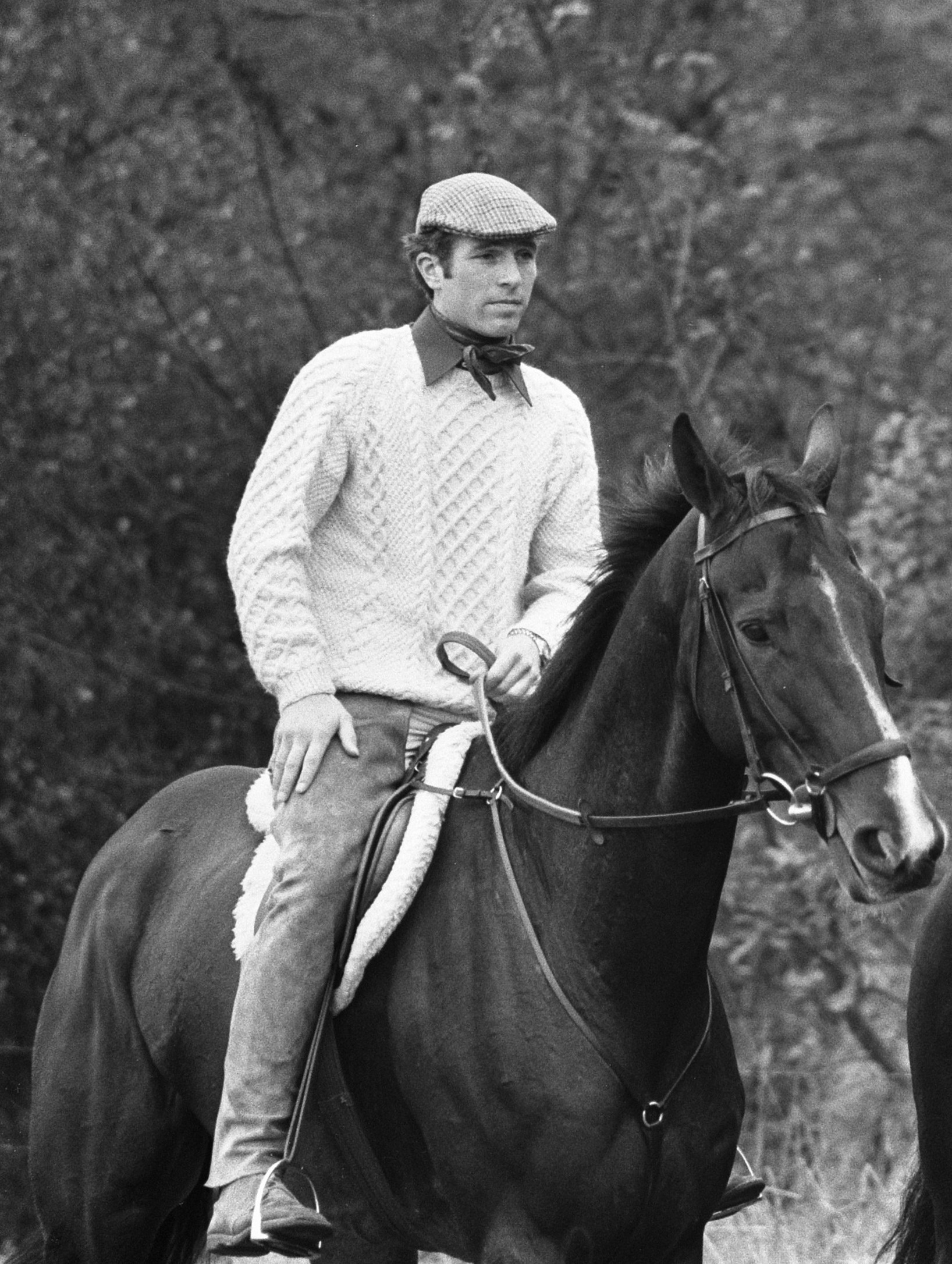
マーク・フィリップス（1973年）

Phillips was a reserve member of the British equestrian team for the 1968 Olympics. He was part of the British en:three-day event teams that won a world title in 1970, a European title in 1971, and Olympic gold medals in 1972; individually, he finished in 35th place in 1972. At the 1988 Olympics, his horse sustained a pulled muscle and could not complete the individual three-day event, but Phillips won a silver medal with the British team. Phillips was a four-time champion at the en:Badminton Horse Trials, in 1971 and 1972 on Great Ovation, in 1974 on Colombus, and in 1981 on Lincoln. It was through his equestrian activities that he met Princess Anne, the only daughter of Queen Elizabeth II and en:Prince Philip, Duke of Edinburgh, whom he married. Their own daughter Zara later won a silver medal in the three-day event with the British team at the 2012 Olympics.
In 1998 Phillips designed the cross-country venue for the en:Red Hills Horse Trials, a qualifying event for the Olympics located in en:Tallahassee, Florida, United States. He is now a regular columnist for en:Horse & Hound magazine. He also remains a leading figure in British equestrian circles and serves as Chef d'Equipe of the United States Eventing Team.

## 私生活
フィリップスは1968年に開催された乗馬愛好家のためのパーティーにて、自分の将来の妻になるアン王女（女王エリザベス2世とエディンバラ公フィリップの唯一の娘）と初対面を果たす。2人は1973年11月14日にウェストミンスター寺院で結婚した。夫妻にはピーター（1977年生）とザラ（1981年生まれ）の子女2人（1男1女）が授かった。フィリップスは義母・女王からのピアレージ（Peerages in the United Kingdom）を拒否したと考えられており、それにより彼の子供たちは儀礼称号を使用することができた。女王は、結婚式のプレゼントとして、ミンチンハンプトン(Minchinhampton)の近くにあるギャトコンブパーク(Gatcombe Park)をアン王女夫妻のために購入した。
1989年8月、アン王女とフィリップスは、夫婦生活が何年にもわたって緊張していたため、離婚する意向を発表した。夫婦が一緒に公の場で見られることはめったになく、両者とも他の人々と不倫関係になった。彼らは子供たちの監護権を共有し続け、最初は「離婚の計画はなかった」と発表した。その間、フィリップスはギャトコンブパークの夫婦の邸宅で公務をし続けた。彼らは1992年4月23日に離婚した。
1997年2月1日、フィリップスはアメリカのオリンピック馬場馬術選手であるサンディー・プフリューガー(Sandy Pflueger)と再婚した。彼らの娘ステファニーは1997年10月2日に誕生した。彼女はアン王女の家族の近くにあるギャトコンブパークのアストン牧場で育ち、彼女の異母姉のザラ・ティンダルの結婚式で花嫁介添人を務めた。
2012年5月3日、フィリップスの弁護士は、フィリップスとプフリューガーが離婚を意図して別居し、フィリップスが別の女性、ローレン・ハフ(Lauren Hough)と恋愛関係にあることを確認した。
フィリップスの個人資産は、約1500万から2000万ポンドと考えられている。

## 勲章・紋章

### 軍隊の階級
- 陸軍大尉：Captain (British Army and Royal Marines) (退役), late Queen's Dragoon Guards

### 勲章

#### イギリス
- コマンダー・オブ・ロイヤル・ヴィクトリア勲章 (CVO) (1974年8月15日)[17][18]
- Queen Elizabeth II Silver Jubilee Medal (1977年2月6日)[19]
- Queen Elizabeth II Golden Jubilee Medal (2002年2月6日)[20]
- Queen Elizabeth II Diamond Jubilee Medal (2012年2月6日)[20]
- Queen Elizabeth II Platinum Jubilee Medal (2022年2月6日)[21]
- King Charles III Coronation Medal (2023年5月6日)

#### 軍務
- 1974年1月1日：Personal aide-de-camp to the Queen[22]

#### イギリス以外
- ノルウェー：聖オーラヴ勲章有星司令官章 (Commander with Star of The Royal Norwegian Order of St. Olav) (1988年4月13日)[19]

## 子女
妻：アン王女
| 名                     | 誕生           | 結婚                            | 結婚               | 子女                                                   |
| ---------------------- | -------------- | ------------------------------- | ------------------ | ------------------------------------------------------ |
| ピーター・フィリップス | 1977年11月15日 | 2008年5月17日 2021年6月14日離婚 | オータム・ケリー   | サバンナ・フィリップス アイラ・フィリップス            |
| ザラ・フィリップス     | 1981年5月15日  | 2011年7月30日                   | マイク・ティンダル | ミア・ティンダル レナ・ティンダル ルーカス・ティンダル |

妻：ヘザー・トンキン
| 名                     | 誕生          | 結婚      | 結婚                 | 子女                 |
| ---------------------- | ------------- | --------- | -------------------- | -------------------- |
| フェリシティ・トンキン | 1985年8月10日 | 2015年3月 | トリスタン・ウェイド | ジェームズ・ウェイド |

妻：サンディー・フルーガー
| 名                         | 誕生          | 結婚         | 結婚                   | 子女 |
| -------------------------- | ------------- | ------------ | ---------------------- | ---- |
| ステファニー・フィリップス | 1997年10月2日 | 2022年7月8日 | ウィリアム・ホージャー |      |